# Тихоголос парійський
Тихоголос парійський (Arremon phygas) — вид горобцеподібних птахів родини Passerellidae. Ендемік Венесуели.

## Таксономія
Парійський тихоголос раніше вважався підвидом строкатоголового заросляка (A. torquatus), однак в 2010 році був визнаний Південноамериканський класифікаціний комітет окремим видом, разом з низкою інших підвидів Arremon torquatus.

## Поширення і екологія
Парійський тихоголос мешкає на узліссях і в підліску вологих гірських тропічних лісів Прибережного гірського хребта, що знаходиться на півночі Венесуели. Це рідкісний вид, який був знайдений лише в декількох місцях — в горах Турумікіре і на півострові Парія.

## Збереження
Це рідкісний птах, що має вузький ареал. МСОП  вважає парійського тихоголоса вразливим видом.